# Erika Furlani
Erika Furlani (2 de enero de 1996) es una deportista de Italia que compite en atletismo. Ganó una medalla de plata en el Campeonato Mundial Juvenil de Atletismo de 2013, en la prueba de salto de altura.